# Pteroglossus frantzii
O Araçari-de-bico-laranja (Pteroglossus frantzii) é uma espécie de ave da família dos Ramphastidae.